# Therese Giehse
Therese Giehse (Therese Gift, 6 de marzo de 1898, Munich, Alemania – 3 de marzo de 1975, Munich) fue una actriz alemana nacida en Múnich.

## Biografía

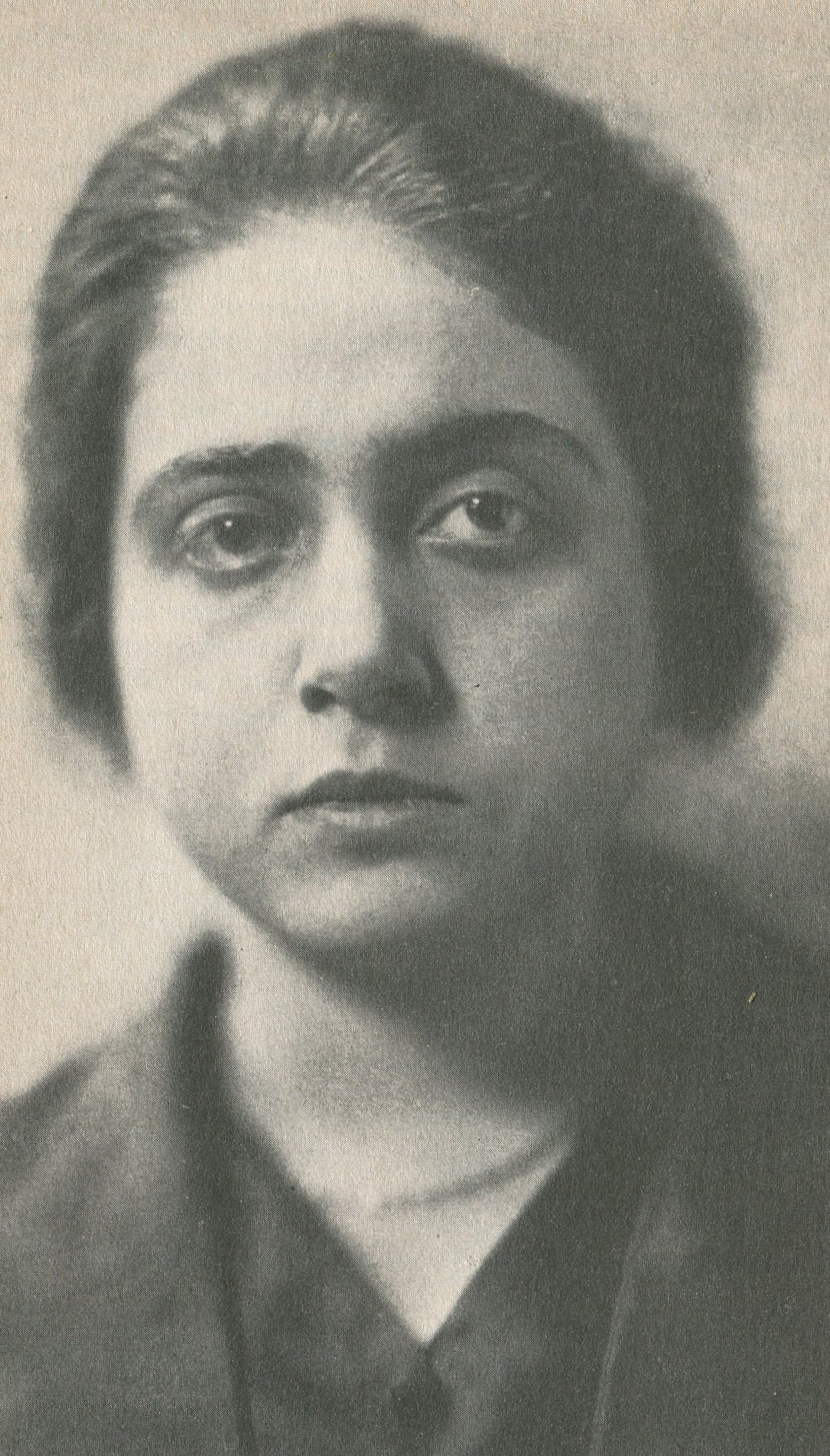

De padres judíos fue la directora del famoso conjunto Munich Kammerspiele y quien estrenó en 1941 en Zúrich, la obra Madre Coraje de Bertolt Brecht.
En 1933 emigró a Suiza debido al ascenso del nazismo, en Zúrich continuó actuando en el cabaret-político Die Pfeffermühle (Molinillo de pimienta) que fundó con Erika Mann (hija de Thomas Mann), con el que realizó giras por Europa.
En 1936 se casó con el escritor inglés homosexual John Hampson para obtener un pasaporte que evitara su captura por los nazis.
En la posguerra, integró el Berliner Ensemble y además de Madre Coraje y sus hijos (junto a Helene Weigel, consideradas ambas los mejores modelos del rol) filmó veinte películas y descolló como intérprete de obras de Friedrich Dürrenmatt de quien estrenó La visita de la vieja dama em 1956 y Los físicos en 1962.
Trabajó con Peter Stein en el Schaubühne am Halleschen Ufer en Berlín.
En 1988 se emitió un sello postal en homenaje. En München lleva el nombre Therese-Giehse-Allee la calle desde 1975, en Unterschleißheim la escuela Therese-Giehse-Realschule. En Zürich-Oerlikon la calle homónima y en Berlin-Spandau la Therese-Giehse-Straße. Germering tiene la Therese-Giehse-Platz y el tren Intercity 815 Wismar-München lleva su nombre.

## Biografías
- Renate Schmidt: Therese Giehse. Na, dann wollen wir den Herrschaften mal was bieten!. Langen Müller, München, Neuausgabe 2008, ISBN 978-3-7844-3166-6

- Michaela Karl: Therese Giehse: Die Mutter Courage. Pustet, Regensburg 2004. ISBN 3-7917-1868-1. S. 132-150

- "Ich hab nichts zum Sagen". Monika Sperr. C.Bertelsmann Verlag, München, Berlín, Wien 1973, ISBN 3-570-08405-1

- Helga Keiser-Hayne: Erika Mann und ihr politisches Kabarett „Die Pfeffermühle“ 1933-1937. Rowohlt, Reinbek 1995, ISBN 3-499-13656-2

- Marion Steiner - Schauspielerinnen im Exil (1930-1945), Vier exemplarische Lebensläufe - Therese Giehse, Lilli Palmer, Salka Viertel, Helene Weigel, Saarbrücken, 2008